# Cyrtodactylus
Cyrtodactylus – rodzaj jaszczurek z rodziny gekonowatych (Gekkonidae).

## Zasięg występowania
Rodzaj obejmuje gatunki występujące w południowej i południowo-wschodniej Azji, północnej Australii i zachodniej Oceanii.

## Charakterystyka
Gatunki z tego rodzaju prowadzą głównie naziemny i nocny tryb życia.

## Systematyka

### Etymologia
- Gonydactylus (Gonyodactylus): gr. γωνια gōnia ‘kąt’[10]; δακτυλος daktulos ‘palec’[11].
- Cyrtodactylus: gr. κυρτος kurtos ‘zakrzywiony’, od κυπτω kuptō ‘pochylać się’; δακτυλος daktulos ‘palec’[12].
- Puellula: łac. puellula ‘dziewczynka’, od puella ‘dziewczyna’; przyrostek zdrabniający -ula, od puellus ‘chłopczyk’, od puer ‘chłopiec’; przyrostek zdrabniający -ellus[13]. Typ nomenklatoryczny: Puellula rubida Blyth 1860.
- Geckoella: rodzaj Gecko Brongniart, 1800; przyrostek zdrabniający -ella[14]. Typ nomenklatoryczny: Gymnodactylus triedrus Günther, 1864.
- Quantasia: etymologia nieznana, autorzy nie wyjaśnili znaczenia nazwy rodzajowej[6]. Typ nomenklatoryczny: Hoplodactylus tuberculatus Lucas & Frost 1900.
- Siwaligekko: Siwalik; rodzaj Gekko Laurenti, 1768[7]. Typ nomenklatoryczny: Cyrtodactylus battalensis Khan 1993.

### Podział systematyczny
Do rodzaju należą następujące gatunki: 

- Cyrtodactylus aaronbaueri Purkayastha, Lalremsanga, Bohra, Biakzuala, Decemson, Muansanga, Vabeiryureilai & Rathee, 2021
- Cyrtodactylus aaroni Günther & Rösler, 2003
- Cyrtodactylus adleri Das, 1997
- Cyrtodactylus adorus Shea, Couper, Wilmer & Amey, 2011
- Cyrtodactylus aequalis Bauer, 2003
- Cyrtodactylus agamensis (Bleeker, 1860)
- Cyrtodactylus agarwali Purkayastha, Lalremsanga, Bohra, Biakzuala, Decemson, Muansanga, Vabeiryureilai & Rathee, 2021
- Cyrtodactylus agusanensis (Taylor, 1915)
- Cyrtodactylus albofasciatus (Boulenger, 1885)
- Cyrtodactylus amphipetraeus Chomdej, Suwannapoom, Pawangkhanant, Pradit, Nazarov, Grismer & Poyarkov, 2020
- Cyrtodactylus angularis (Smith, 1921)
- Cyrtodactylus annandalei Bauer, 2003
- Cyrtodactylus annapurnaensis Bhattarai, Gautam, Prasad Neupane, Khandekar, Thackeray, Agarwal, Tillack, Olson, Hogan & Wright, 2025
- Cyrtodactylus annulatus (Taylor, 1915)
- Cyrtodactylus aravindi Narayanan, Das, Balan, Tom, Divakar, Kp, Hopeland & Deepak, 2022
- Cyrtodactylus arcanus Oliver, Richards & Sistrom, 2012
- Cyrtodactylus arndti Ngo, Hormann, Le, Pham, Phung, Do, Ostrowski, Nguyen & Ziegler, 2023
- Cyrtodactylus arunachalensis Mirza, Bhosale, Ansari, Phansalkar, Swant, Gowande & Patel, 2021
- Cyrtodactylus astrum Grismer, Wood, Quah, Anuar, Muin, Sumontha, Ahmad, Bauer, Wangkulangkul, Grismer & Pauwels, 2012
- Cyrtodactylus atremus Kraus & Weijola, 2019
- Cyrtodactylus aunglini Grismer, Wood, Thura, Win, Grismer, Trueblood & Quah, 2018
- Cyrtodactylus auralensis Murdoch, Grismer, Wood, Neang, Poyarkov, Tri, Nazarov, Aowphol, Pauwels, Nguyen & Grismer, 2019
- Cyrtodactylus aurensis Grismer, 2005
- Cyrtodactylus auribalteatus Sumontha, Panitvong & Deein, 2010
- Cyrtodactylus australotitiwangsaensis Grismer, Wood, Quah, Anuar, Muin, Sumontha, Ahmad, Bauer, Wangkulangkul, Grismer & Pauwels, 2012
- Cyrtodactylus awalriyantoi Ahda, Nugraha, Tjong, Kurniawan, Amardi, Fauzi & Lin, 2023
- Cyrtodactylus ayeyarwadyensis Bauer, 2003
- Cyrtodactylus badenensis Sang, Orlov & Darevsky, 2006
- Cyrtodactylus baluensis (Mocquard, 1890)
- Cyrtodactylus bansocensis Luu, Nguyen, Le, Bonkowski & Ziegler, 2016
- Cyrtodactylus bapme Kamei & Mahony, 2021
- Cyrtodactylus barailensis Boruah, Narayanan, Deepak & Das, 2024
- Cyrtodactylus batik Iskandar, Rachmansah & Umilaela, 2011
- Cyrtodactylus battalensis Khan, 1993
- Cyrtodactylus batucolus Grismer, Chan, Grismer, Wood & Belabut, 2008
- Cyrtodactylus bayinnyiensis Grismer, Wood, Thura, Quah, Murdoch, Grismer, Herr, Lin & Kyaw, 2018
- Cyrtodactylus belanegara Riyanto, Hikmah, Amarasinghe, Abinawanto & Hamidy, 2024
- Cyrtodactylus bengkhuaiai Purkayastha, Lalremsanga, Bohra, Biakzuala, Decemson, Muansanga, Vabeiryureilai & Rathee, 2021
- Cyrtodactylus bhupathyi Agarwal, Mahony, Giri, Chaitanya & Bauer, 2018
- Cyrtodactylus bichnganae Ngo Van Tri & Grismer, 2010
- Cyrtodactylus bidoupimontis Nazarov, Poyarkov, Orlov, Phung, Nguyen, Hoang & Ziegler, 2012
- Cyrtodactylus binhdinhensis Ngo, Do, Do, Pham, Bui, Ho, Nguyen, Ziegler & Le, 2024
- Cyrtodactylus bintangrendah Grismer, Wood, Quah, Anuar, Muin, Sumontha, Ahmad, Bauer, Wangkulangkul, Grismer & Pauwels, 2012
- Cyrtodactylus bintangtinggi Grismer, Wood, Quah, Anuar, Muin, Sumontha, Ahmad, Bauer, Wangkulangkul, Grismer & Pauwels, 2012
- Cyrtodactylus biordinis Brown & McCoy, 1980
- Cyrtodactylus bobrovi Nguyen, Le, Van Pham, Ngo, Hoang, The Pham & Ziegler, 2015
- Cyrtodactylus bokorensis Murdoch, Grismer, Wood, Neang, Poyarkov, Tri, Nazarov, Aowphol, Pauwels, Nguyen & Grismer, 2019
- Cyrtodactylus boreoclivus Oliver, Krey, Mumpuni & Richards, 2011
- Cyrtodactylus borgattaorum Tran, Lam, Nguyen, Nguyen, Nguyen, Smith, Nguyen & Grismer, 2024
- Cyrtodactylus brevidactylus Bauer, 2002
- Cyrtodactylus brevipalmatus (Smith, 1923)
- Cyrtodactylus buchardi David, Teynié & Ohler, 2004
- Cyrtodactylus bugiamapensis Nazarov, Poyarkov, Orlov, Phung, Nguyen, Hoang & Ziegler, 2012
- Cyrtodactylus caixitaoi Liu, Rao, Hou, Wang & Ananjeva, 2023
- Cyrtodactylus calamei Luu, Bonkowski, Nguyen, Le, Schneider, Ngo & Ziegler, 2016
- Cyrtodactylus camortensis Chandramouli, 2020
- Cyrtodactylus caovansungi Orlov, Quang Truong, Nazarov, Ananjeva & Ngoc Sang, 2007
- Cyrtodactylus capreoloides Rösler, Richards & Günther, 2007
- Cyrtodactylus cardamomensis Murdoch, Grismer, Wood, Neang, Poyarkov, Tri, Nazarov, Aowphol, Pauwels, Nguyen & Grismer, 2019
- Cyrtodactylus cattienensis Geissler, Nazarov, Orlov, Böhme, Phung, Nguyen & Ziegler, 2009
- Cyrtodactylus cavernicolus Inger & King, 1961
- Cyrtodactylus cayuensis Li, 2007
- Cyrtodactylus celatus Kathriner, Bauer, O’Shea, Sanchez & Kaiser, 2014
- Cyrtodactylus chamba Agarwal, Khandekar & Bauer, 2018
- Cyrtodactylus chanhomeae Bauer, Sumontha & Pauwels, 2003
- Cyrtodactylus chaunghanakwaensis Grismer, Wood, Thura, Quah, Murdoch, Grismer, Herr, Lin & Kyaw, 2018
- Cyrtodactylus chauquangensis Quang, Orlov, Ananjeva, Johns, Ngoc Thao & Quang Vinh, 2007
- Cyrtodactylus chengodumalaensis Agarwal, Umesh, Das, Bauer & Khandekar, 2023
- Cyrtodactylus chitwanensis Bhattarai, Gautam, Prasad Neupane, Khandekar, Thackeray, Agarwal, Tillack, Olson, Hogan & Wright, 2025
- Cyrtodactylus chrysopylos Bauer, 2003
- Cyrtodactylus chumuensis Ngo, Hormann, Le, Pham, Phung, Do, Ostrowski, Nguyen & Ziegler, 2023
- Cyrtodactylus chungi Ostrowski, Le, Ngo, Pham, Phung, Nguyen & Ziegler, 2021
- Cyrtodactylus collegalensis (Beddome, 1870)
- Cyrtodactylus condorensis (Smith, 1921)
- Cyrtodactylus consobrinoides (Annandale, 1905)
- Cyrtodactylus consobrinus (Peters, 1871)
- Cyrtodactylus cracens Batuwita & Bahir, 2005
- Cyrtodactylus crustulus Oliver, Hartman, Turner, Wilde, Austin & Richards, 2020
- Cyrtodactylus cryptus Heidrich, Rösler, Thanh, Böhme & Ziegler, 2007
- Cyrtodactylus cucdongensis Schneider, Phung, Le, Nguyen & Ziegler, 2014
- Cyrtodactylus cucphuongensis Ngo & Onn, 2011
- Cyrtodactylus culaochamensis Tri, Grismer, Thai & Wood, 2020
- Cyrtodactylus dammathetensis Grismer, Wood, Thura, Zin, Quah, Murdoch, Grismer, Lin, Kyaw & Lwin, 2017
- Cyrtodactylus darevskii Nazarov, Poyarkov, Orlov, Nguyen, Milto, Martynov, Konstantinov & Chulisov, 2014
- Cyrtodactylus darmandvillei (Weber, 1890)
- Cyrtodactylus dati Ngo Van Tri, 2013
- Cyrtodactylus dattanensis (Khan, 1980)
- Cyrtodactylus dattkyaikensis Grismer, Wood, Quah, Grismer, Thura, Oaks & Lin, 2020
- Cyrtodactylus dayangbuntingensis Quah, Grismer, Wood & Sah, 2019
- Cyrtodactylus deccanensis (Günther, 1864)
- Cyrtodactylus denticulatus Chomdej, Suwannapoom, Pradit, Phupanbai & Grismer, 2023
- Cyrtodactylus derongo Brown & Parker, 1973
- Cyrtodactylus deveti (Brongersma, 1948)
- Cyrtodactylus dianxiensis Liu & Rao, 2021
- Cyrtodactylus disjunctus Grismer, Pawangkhanant, Idiiatullina, Trofimets, Nazarov, Suwannapoom & Poyarkov, 2023
- Cyrtodactylus doisuthep Kunya, Panmongkol, Pauwels, Sumontha, Meewasana, Bunkhwamdi5 & Dangsri, 2014
- Cyrtodactylus dumnuii Bauer, Kunya, Sumontha, Niyomwan, Pauwels, Chanhome & Kunya, 2010
- Cyrtodactylus durio Grismer, Anuar, Quah, Muin, Onn, Grismer & Ahmad, 2010
- Cyrtodactylus edwardtaylori Batuwita & Bahir, 2005
- Cyrtodactylus eisenmanae Ngo Van Tri, 2008
- Cyrtodactylus elok Dring, 1979
- Cyrtodactylus epiroticus Kraus, 2008
- Cyrtodactylus equestris Oliver, Richards, Mumpuni & Rösler, 2016
- Cyrtodactylus erythrops Bauer, Kunya, Sumontha, Niyomwan, Panitvong, Pauwels, Chanhome & Kunya, 2009
- Cyrtodactylus evanquahi Wood, Grismer, Muin, Anuar, Oaks & Sites, 2020
- Cyrtodactylus exercitus Purkayastha, Lalremsanga, Litho, Rathee, Bohra, Mathipi, Biakzuala & Muansanga, 2022
- Cyrtodactylus fasciolatus (Blyth, 1861)
- Cyrtodactylus feae (Boulenger, 1893)
- Cyrtodactylus fluvicavus Grismer, Aowphol, Yodthong, Ampai, Termprayoon, Aksornneam & Rujirawan, 2022
- Cyrtodactylus fraenatu (Günther, 1864)
- Cyrtodactylus fumosus (Müller, 1895)
- Cyrtodactylus gansi Bauer, 2003
- Cyrtodactylus gialaiensis Luu, Dung, Nguyen, Le & Ziegler, 2017
- Cyrtodactylus gonjong Nugraha, Ahda, Tjong, Kurniawan, Riyanto, Fauzi & Lin, 2023
- Cyrtodactylus gordongekkoi (Das, 1994)
- Cyrtodactylus grismeri Ngo Van Tri, 2008
- Cyrtodactylus guakanthanensis Grismer, Belabut, Quah, Onn, Wood & Hasim, 2014
- Cyrtodactylus gubaot Welton, Siler, Linkem, Diesmos & Brown, 2010
- Cyrtodactylus gubernatoris (Annandale, 1913)
- Cyrtodactylus gulinqingensis Liu, Li, Hou, Orlov & Ananjeva, 2021
- Cyrtodactylus gunungsenyumensis Grismer, Wood, Anuar, Davis, Cobos & Murdoch, 2016
- Cyrtodactylus guwahatiensis Agarwal, Mahony, Giri, Chaitanya & Bauer, 2018
- Cyrtodactylus halmahericus (Mertens, 1929)
- Cyrtodactylus hamidyi Riyanto, Fauzi, Sidik, Mumpuni, Irham, Kurniawan, Ota, Okamoto, Hikida & Grismer, 2021
- Cyrtodactylus hangvaensis Duong, Vu, Vu, Mulcahy, Bragin, Poyarkov & Grismer, 2024
- Cyrtodactylus hantu Davis, Das, Leaché, Karin, Brennan, Jackman, Nashriq, Chan & Bauer, 2021
- Cyrtodactylus hekouensis Zhang, Liu, Bernstein, Wang & Yuan, 2021
- Cyrtodactylus hidupselamanya Grismer, Wood, Anuar, Grismer, Quah, Murdoch, Muin, Davis, Auilar, Klabacka, Cobos, Aowphol & Sites, 2016
- Cyrtodactylus hikidai Riyanto, 2012
- Cyrtodactylus himalayanus Duda & Sahi, 1978
- Cyrtodactylus himalayicus (Annandale, 1906)
- Cyrtodactylus hinnamnoensis Luu, Bonkowski, Nguyen, Le, Schneider, Ngo & Ziegler, 2016
- Cyrtodactylus hitchi Riyanto, Kurniati & Engilis, 2016
- Cyrtodactylus hontreensis Ngo Van Tri, Grismer & Grismer, 2008
- Cyrtodactylus hoskini Shea, Couper, Wilmer & Amey, 2011
- Cyrtodactylus houaphanensis Schneider, Luu, Sitthivong, Teynié, Le, Nguyen & Ziegler, 2020
- Cyrtodactylus huongsonensis Luu, Nguyen, Do & Ziegler, 2011
- Cyrtodactylus hutan Davis, Nashriq, Woytek, Wikramanayake, Bauer, Karin, Brennan, Iskandar & Das, 2023
- Cyrtodactylus hutchinsoni Oliver, Karkkainen & Richards, 2021
- Cyrtodactylus huynhi Ngo & Bauer, 2008
- Cyrtodactylus ingeri Hikida, 1990
- Cyrtodactylus interdigitalis Ulber, 1993
- Cyrtodactylus intermedius (Smith, 1917)
- Cyrtodactylus inthanon Kunya, Sumontha, Panitvong, Dongkumfu, Sirisamphan & Pauwels, 2015
- Cyrtodactylus irianjayaensis Rösler, 2001
- Cyrtodactylus irregularis (Smith, 1921)
- Cyrtodactylus irulaorum Agarwal, Thackeray & Khandekar, 2023
- Cyrtodactylus jaegeri Luu, Calame, Bonkowski, Nguyen & Ziegler, 2014
- Cyrtodactylus jaintiaensis Agarwal, Mahony, Giri, Chaitanya & Bauer, 2018
- Cyrtodactylus jambangan Welton, Siler, Diesmos & Brown, 2010
- Cyrtodactylus jarakensis Grismer, Chan, Grismer, Wood & Belabut, 2008
- Cyrtodactylus jarujini Ulber, 1993
- Cyrtodactylus jatnai Amarasinghe, Riyanto, Mumpuni & Grismer, 2020
- Cyrtodactylus jelawangensis Grismer, Wood, Anuar, Quah, Muin, Mohamed, Onn, Sumarli, Loredo & Heinz, 2014
- Cyrtodactylus jellesmae (Boulenger, 1897)
- Cyrtodactylus jeyporensis (Beddome, 1878)
- Cyrtodactylus kamengensis Mirza, Bhosale, Thackeray, Phansalkar, Sawant, Gowande & Patel, 2022
- Cyrtodactylus kanchanadit Termprayoon, Rujirawan, Grismer & Aowphol, 2024
- Cyrtodactylus kapitensis Davis, Nashriq, Woytek, Wikramanayake, Bauer, Karin, Brennan, Iskandar & Das, 2023
- Cyrtodactylus karanshahi Bhattarai, Gautam, Prasad Neupane, Khandekar, Thackeray, Agarwal, Tillack, Olson, Hogan & Wright, 2025
- Cyrtodactylus karsticolus Purkayastha, Lalremsanga, Bohra, Biakzuala, Decemson, Muansanga, Vabeiryureilai & Rathee, 2021
- Cyrtodactylus kazirangaensis Agarwal, Mahony, Giri, Chaitanya & Bauer, 2018
- Cyrtodactylus khammouanensis Nazarov, Poyarkov, Orlov, Nguyen, Milto, Martynov, Konstantinov & Chulisov, 2014
- Cyrtodactylus khasiensis (Jerdon, 1870)
- Cyrtodactylus khelangensis Pauwels, Sumontha, Panitvong & Varaguttanonda, 2014
- Cyrtodactylus khlonghatensis Ampai, Rujirawan, Yodthong, Termprayoon, Stuart & Aowphol, 2024
- Cyrtodactylus kimberleyensis Bauer & Doughty, 2012
- Cyrtodactylus kingsadai Ziegler, Phung, Le & Nguyen, 2013
- Cyrtodactylus kiphire Boruah, Narayanan, Deepak & Das, 2024
- Cyrtodactylus klugei Kraus, 2008
- Cyrtodactylus kochangensis Grismer, Aowphol, Yodthong, Ampai, Termprayoon, Aksornneam & Rujirawan, 2022
- Cyrtodactylus kohrongensis Grismer, Onn, Oaks, Neang, Sokun, Murdoch, Stuart & Grismer, 2020
- Cyrtodactylus kulenensis Grismer, Geissler, Neang, Hartmann, Wagner & Poyarkov, 2021
- Cyrtodactylus kunyai Pauwels, Sumontha, Keeratikiat & Phanamphon, 2014
- Cyrtodactylus laangensis Murdoch, Grismer, Wood, Neang, Poyarkov, Tri, Nazarov, Aowphol, Pauwels, Nguyen & Grismer, 2019
- Cyrtodactylus laevigatus Darevsky, 1964
- Cyrtodactylus laevis Ma, Wang & Jiang, 2024
- Cyrtodactylus langkawiensis Grismer, Wood, Quah, Anuar, Muin, Sumontha, Ahmad, Bauer, Wangkulangkul, Grismer & Pauwels, 2012
- Cyrtodactylus lateralis (Werner, 1896)
- Cyrtodactylus lawderanus (Stoliczka, 1871)
- Cyrtodactylus leegrismeri Chan & Norhayati, 2010
- Cyrtodactylus lekaguli Grismer, Wood, Quah, Anuar, Muin, Sumontha, Ahmad, Bauer, Wangkulangkul, Grismer & Pauwels, 2012
- Cyrtodactylus lenggongensis Grismer, Wood, Anuar, Grismer, Quah, Murdoch, Muin, Davis, Auilar, Klabacka, Cobos, Aowphol & Sites, 2016
- Cyrtodactylus lenya Mulcahy, Thura & Zug, 2017
- Cyrtodactylus limajalur Davis, Bauer, Jackman, Nashriq & Das, 2019
- Cyrtodactylus linnoensis Grismer, Wood, Thura, Zin, Quah, Murdoch, Grismer, Lin, Kyaw & Lwin, 2017
- Cyrtodactylus linnwayensis Grismer, Wood, Thura, Zin, Quah, Murdoch, Grismer, Lin, Kyaw & Lwin, 2017
- Cyrtodactylus lomyenensis Ngo Van Tri & Pauwels, 2010
- Cyrtodactylus loriae (Boulenger, 1897)
- Cyrtodactylus louisiadensis (De Vis, 1892)
- Cyrtodactylus luci Tran, Do, Pham, Phan, Ngo, Le, Ziegler & Nguyen, 2024
- Cyrtodactylus lungleiensis Lalremsanga, Chinliansiama, Chandra Bohra, Biakzuala, Vabeiryureilai, Muansanga, Malsawmdawngliana, Hmar, Decemson, Siammawii, Das, & Purkayastha, 2022
- Cyrtodactylus macrotuberculatus Grismer & Ahmad, 2008
- Cyrtodactylus maelanoi Grismer, Rujirawan, Termprayoon, Ampai, Yodthong, Wood, Oaks & Aowphol, 2020
- Cyrtodactylus majulah Grismer, Wood & Lim, 2012
- Cyrtodactylus malayanus (De Rooij, 1915)
- Cyrtodactylus mamanwa Welton, Siler, Linkem, Diesmos & Brown, 2010
- Cyrtodactylus mamberamo Oliver, Boothroyd, Tjaturadi, Riyanto, Iskandar & Richards, 2024
- Cyrtodactylus mandalayensis Mahony, 2009
- Cyrtodactylus manipurensis Boruah, Narayanan, Deepak & Das, 2024
- Cyrtodactylus manos Oliver, Karkkainen, Rösler & Richards, 2019
- Cyrtodactylus marmoratus Gray, 1831
- Cyrtodactylus martini Ngo Van Tri, 2011
- Cyrtodactylus martinstolli (Darevsky, Helfenberger, Orlov & Shah, 1998)
- Cyrtodactylus matsuii Hikida, 1990
- Cyrtodactylus mcdonaldi Shea, Couper, Wilmer & Amey, 2011
- Cyrtodactylus medioclivus Oliver, Richards & Sistrom, 2012
- Cyrtodactylus meersi Grismer, Wood, Quah, Murdoch, M Grismer, Herr, Espinoza, Brown & Lin, 2018
- Cyrtodactylus meesookae Sumontha, Panitvong, Kunya, Donbundit, Suthanthangjai, Suthanthangjai, Phanamphon & Pauwels, 2024
- Cyrtodactylus menglianensis Liu & Rao, 2022
- Cyrtodactylus metropolis Grismer, Wood, Onn, Anuar & Muin, 2014
- Cyrtodactylus mimikanus (Boulenger, 1914)
- Cyrtodactylus minor Oliver & Richards, 2012
- Cyrtodactylus miriensis Davis, Das, Leaché, Karin, Brennan, Jackman, Nashriq, Chan & Bauer, 2021
- Cyrtodactylus mombergi Grismer, Wood, Quah, Thura, Herr & Lin, 2019
- Cyrtodactylus monilatus Yodthong, Rujirawan, Stuart, Grismer, Aksornneam, Termprayoon, Ampai & Aowphol, 2022
- Cyrtodactylus montanus Agarwal, Mahony, Giri, Chaitanya & Bauer, 2018
- Cyrtodactylus muangfuangensis Sitthivong, Luu, Ha, Nguyen, Le & Ziegler, 2019
- Cyrtodactylus multiporus Nazarov, Poyarkov, Orlov, Nguyen, Milto, Martynov, Konstantinov & Chulisov, 2014
- Cyrtodactylus muluensis Davis, Bauer, Jackman, Nashriq & Das, 2019
- Cyrtodactylus murua Kraus & Allison, 2006
- Cyrtodactylus myaleiktaung Grismer, Wood, Thura, Win, Grismer, Trueblood & Quah, 2018
- Cyrtodactylus myintkyawthurai Grismer, Wood, Quah, Murdoch, M Grismer, Herr, Espinoza, Brown & Lin, 2018
- Cyrtodactylus nagalandensis Agarwal, Mahony, Giri, Chaitanya & Bauer, 2018
- Cyrtodactylus namdaphaensis Boruah, Narayanan, Deepak & Das, 2024
- Cyrtodactylus namtiram Mahony & Kamei, 2022
- Cyrtodactylus nangunhe Liu, Li, Duan, Hou & Rao, 2025
- Cyrtodactylus naungkayaingensis Grismer, Wood, Thura, Quah, Murdoch, Grismer, Herr, Lin & Kyaw, 2018
- Cyrtodactylus nebulosus (Beddome, 1870)
- Cyrtodactylus nepalensis (Schleich & Kästle, 1998)
- Cyrtodactylus ngati Le, Sitthivong, Tran, Grismer, Nguyen, Le,Ziegler & Luu, 2021
- Cyrtodactylus ngengpuiensis Boruah, Narayanan, Lalronunga, Deepak & Das, 2024
- Cyrtodactylus ngoiensis Schneider, Luu, Sitthivong, Teynié, Le, Nguyen & Ziegler, 2020
- Cyrtodactylus ngopensis Bohra, Zonunsanga, Das, Purkayastha, Biakzuala & Lalremsanga, 2022
- Cyrtodactylus nicobaricus Chandramouli, 2020
- Cyrtodactylus nigriocularis Sang, Orlov & Darevsky, 2006
- Cyrtodactylus novaeguineae (Schlegel, 1837)
- Cyrtodactylus nuaulu Oliver, Edgar, Mumpuni, Iskandar & Lilley, 2009
- Cyrtodactylus nyinyikyawi Grismer, Wood, Thura, Win & Quah, 2019
- Cyrtodactylus oldhami (Theobald, 1876)
- Cyrtodactylus orlovi Do, Phung, Ngo, Le, Ziegler, Pham & Nguyen, 2021
- Cyrtodactylus otai Nguyen, Le, Van Pham, Ngo, Hoang, The Pham & Ziegler, 2015
- Cyrtodactylus pageli Schneider, Nguyen, Schmitz, Kingsada, Auer & Ziegler, 2011
- Cyrtodactylus panitvongi Pauwels, Chotjuckdikul, Donbundit, Sumontha & Meesook, 2024
- Cyrtodactylus pantiensis Grismer, Chan, Grismer, Wood & Belabut, 2008
- Cyrtodactylus papeda Riyanto, Faz, Amarasinghe, Munir, Fitriana, Hamidy, Kusrini & Oliver, 2022
- Cyrtodactylus papilionoides Ulber & Grossmann, 1991
- Cyrtodactylus papuensis Brongersma, 1934
- Cyrtodactylus payacola Johnson, Quah Anuar, Muin, Wood, Grismer, Greer, Onn, Ahmad, Bauer & Grismer, 2012
- Cyrtodactylus payarhtanensis Mulcahy, Thura & Zug, 2017
- Cyrtodactylus pecelmadiun Riyanto, Sidik, Hamidy, Grismer & Hamidy, 2025
- Cyrtodactylus peguensis (Boulenger, 1893)
- Cyrtodactylus petani Riyanto, Grismer & Wood, 2015
- Cyrtodactylus phamiensis Grismer, Aowphol, Grismer, Aksornneam, Quah, Murdoch, Gregory, Nguyen, Kaatz, Bringsøe & Rujirawan, 2024
- Cyrtodactylus pharbaungensis Grismer, Wood, Thura, Zin, Quah, Murdoch, Grismer, Lin, Kyaw & Lwin, 2017
- Cyrtodactylus phetchaburiensis Pauwels, Sumontha & Bauer, 2016
- Cyrtodactylus philippinicus (Steindachner, 1867)
- Cyrtodactylus phnomchiensis Neang, Henson & Stuart, 2020
- Cyrtodactylus phongnhakebangensis Ziegler, Rösler, Herrmann & Thanh, 2003
- Cyrtodactylus phukhaensis Chomdej, Pradit, Pawangkhanant, Naiduangchan & Suwannapoom, 2022
- Cyrtodactylus phumyensis Ostrowski, Do, Le, Ngo, Pham, Nguyen, Nguyen & Ziegler, 2020
- Cyrtodactylus phuocbinhensis Nguyen, Le, Tran, Orlov, Lathrop, Macculloch, Le, Jin, Nguyen, Nguyen, Hoang, Che, Murphy & Zhang, 2013
- Cyrtodactylus phuquocensis Ngo Van Tri, Grismer & Grismer, 2010
- Cyrtodactylus pinlaungensis Grismer, Wood, Quah, Thura, Oaks & Lin, 2019
- Cyrtodactylus pronarus Shea, Couper, Wilmer & Amey, 2011
- Cyrtodactylus psarops Harvey, O'connell, Barraza, Riyanto, Kurniawan & Smith, 2015
- Cyrtodactylus pseudoquadrivirgatus Rösler, Nguyen, Vu, Ngo & Ziegler, 2008
- Cyrtodactylus pubisulcus Inger, 1958
- Cyrtodactylus puhuensis Nguyen, Yang, Thi Le, Nguyen, Orlov, Hoang, Nguyen, Jin, Rao, Hoang, Che, Murphy & Zhang, 2014
- Cyrtodactylus pulchellus Gray, 1827 – krzywopalczyk malajski[15]
- Cyrtodactylus punctatus (Gray, 1867)
- Cyrtodactylus pyadalinensis Grismer, Wood, Thura, Win & Quah, 2019
- Cyrtodactylus pyinyaungensis Grismer, Wood, Thura, Zin, Quah, Murdoch, Grismer, Lin, Kyaw & Lwin, 2017
- Cyrtodactylus quadrivirgatus Taylor, 1962
- Cyrtodactylus raglai Nguyen, Duong, Grismer & Poyarkov, 2021
- Cyrtodactylus ranongensis Sumontha, Pauwels, Panitvong, Kunya & Grismer, 2015
- Cyrtodactylus redimiculus King, 1962
- Cyrtodactylus regicavernicolus Chhin, Neang, Chan, Kong, Ou, In, Samorn, Sor, Lou, Sin, Chhim, Stuart & Grismer, 2024
- Cyrtodactylus relictus Agarwal, Thackeray & Khandekar, 2023
- Cyrtodactylus rex Oliver, Richards, Mumpuni & Rösler, 2016
- Cyrtodactylus rishivalleyensis Agarwal, 2016
- Cyrtodactylus rivularis Grismer, Aowphol, Yodthong, Ampai, Termprayoon, Aksornneam & Rujirawan, 2022
- Cyrtodactylus robustus Kraus, 2008
- Cyrtodactylus roesleri Ziegler, Nazarov, Orlov, Nguyen, Vu, Dang, Dinh & Schmitz, 2010
- Cyrtodactylus rosichonarieforum Riyanto, Grismer & Wood, 2015
- Cyrtodactylus rubidus (Blyth, 1861)
- Cyrtodactylus rukhadeva Grismer, Suwannapoom, Pawangkhanant, Nazarov, Yushchenko, Naiduangchan, Le, Luu & Poyarkov, 2021
- Cyrtodactylus russelli Bauer, 2003
- Cyrtodactylus sadanensis Grismer, Wood, Thura, Zin, Quah, Murdoch, Grismer, Lin, Kyaw & Lwin, 2017
- Cyrtodactylus sadansinensis Grismer, Wood, Thura, Zin, Quah, Murdoch, Grismer, Lin, Kyaw & Lwin, 2017
- Cyrtodactylus sadleiri (Wells & Wellington, 1985)
- Cyrtodactylus saiyok Panitvong, Sumontha, Tunprasert & Pauwels, 2014
- Cyrtodactylus salomonensis Rösler, Richards & Günther, 2007
- Cyrtodactylus samroiyot Pauwels & Sumontha, 2014
- Cyrtodactylus sangi Pauwels, Nazarov, Bobrov & Poyarkov, 2018
- Cyrtodactylus sanook Pauwels, Sumontha, Latinne & Grismer, 2013
- Cyrtodactylus sanpelensis Grismer, Wood, Thura, Zin, Quah, Murdoch, Grismer, Lin, Kyaw & Lwin, 2017
- Cyrtodactylus santana Chan, Grismer, Santana, Pinto, Loke & Conaboy, 2023
- Cyrtodactylus semenanjungensis Grismer & Leong, 2005
- Cyrtodactylus semiadii Riyanto, Bauer & Yudha, 2014
- Cyrtodactylus semicinctus Harvey, O'connell, Barraza, Riyanto, Kurniawan & Smith, 2015
- Cyrtodactylus septentrionalis Agarwal, Mahony, Giri, Chaitanya & Bauer, 2018
- Cyrtodactylus septimontium Murdoch, Grismer, Wood, Neang, Poyarkov, Tri, Nazarov, Aowphol, Pauwels, Nguyen & Grismer, 2019
- Cyrtodactylus seribuatensis Youmans & Grismer, 2006
- Cyrtodactylus sermowaiensis (De Rooij, 1915)
- Cyrtodactylus serratus Kraus, 2007
- Cyrtodactylus sharkari Grismer, Wood, Anuar, Quah, Muin, Mohamed, Onn, Sumarli, Loredo & Heinz, 2014
- Cyrtodactylus shwetaungorum Grismer, Wood, Thura, Zin, Quah, Murdoch, Grismer, Lin, Kyaw & Lwin, 2017
- Cyrtodactylus siahaensis Purkayastha, Lalremsanga, Litho, Rathee, Bohra, Mathipi, Biakzuala & Muansanga, 2022
- Cyrtodactylus siangensis Boruah, Narayanan, Aravind, Deepak & Das, 2024
- Cyrtodactylus sinyineensis Grismer, Wood, Thura, Zin, Quah, Murdoch, Grismer, Lin, Kyaw & Lwin, 2017
- Cyrtodactylus slowinskii Bauer, 2002
- Cyrtodactylus soba Batuwita & Bahir, 2005
- Cyrtodactylus sommerladi Luu, Bonkowski, Nguyen, Le, Schneider, Ngo & Ziegler, 2016
- Cyrtodactylus soni Le, Nguyen, Le & Ziegler, 2016
- Cyrtodactylus sonlaensis Nguyen, Pham, Ziegler, Ngo & Le, 2017
- Cyrtodactylus soudthichaki Luu, Calame, Nguyen, Bonkowski & Ziegler, 2015
- Cyrtodactylus speciosus (Beddome, 1870)
- Cyrtodactylus spelaeus Nazarov, Poyarkov, Orlov, Nguyen, Milto, Martynov, Konstantinov & Chulisov, 2014
- Cyrtodactylus spinosus Linkem, Mcguire, Hayden, Setiadi, Bickford & Brown, 2008
- Cyrtodactylus srilekhae Agarwal, 2016
- Cyrtodactylus stellatus Termprayoon, Rujirawan, Ampai, Wood & Aowphol, 2021
- Cyrtodactylus stresemanni Rösler & Glaw, 2008
- Cyrtodactylus sumonthai Bauer, Pauwels & Chanhome, 2002
- Cyrtodactylus sumuroi Welton, Siler, Linkem, Diesmos & Brown, 2010
- Cyrtodactylus sungaiupe Termprayoon, Rujirawan, Grismer, Wood & Aowphol, 2023
- Cyrtodactylus surin Chan-Ard & Makchai, 2011
- Cyrtodactylus sworderi (Smith, 1925)
- Cyrtodactylus tahuna Riyanto, Arida & Koch, 2018
- Cyrtodactylus takouensis Ngo & Bauer, 2008
- Cyrtodactylus tamaiensis (Smith, 1940)
- Cyrtodactylus tambora Riyanto, Mulyadi, Mcguire, Kusrini, Febylasmia, Basyir & Kaiser, 2017
- Cyrtodactylus tanahjampea Riyanto, Hamidy & Mcguire, 2018
- Cyrtodactylus tanim Nielsen & Oliver, 2017
- Cyrtodactylus taungwineensis Grismer, Wood, Quah, Grismer, Thura, Oaks & Lin, 2020
- Cyrtodactylus tautbatorum Welton, Siler, Diesmos & Brown, 2009
- Cyrtodactylus taybacensis Pham, Le, Ngo, Ziegler, Nguyen, 2019
- Cyrtodactylus tayhoaensis Do, Do, Ngo, Ziegler, Ngo, Nguyen & Pham, 2023
- Cyrtodactylus taynguyenensis Nguyen, Le, Tran, Orlov, Lathrop, Macculloch, Le, Jin, Nguyen, Nguyen, Hoang, Che, Murphy & Zhang, 2013
- Cyrtodactylus tebuensis Grismer, Anuar, Muin, Quah & Wood, 2013
- Cyrtodactylus tehetehe Wiradarma, Pratama, Fitriana, Hamidy, Smith, Wawangningrum & Riyanto, 2024
- Cyrtodactylus teyniei David, Nguyen, Schneider & Ziegler, 2011
- Cyrtodactylus thalang Grismer, 2024
- Cyrtodactylus thathomensis Nazarov, Pauwels, Konstantinov, Chulisov, Orlov & Poyarkov, 2018
- Cyrtodactylus thirakhupti Pauwels, Bauer, Sumontha & Chanhome, 2004
- Cyrtodactylus thongphaphumensis Grismer, Rujirawan, Chomdej, Suwannapoom, Yodthong, Aksornneam & Aowphol, 2023
- Cyrtodactylus thuongae Phung, Van Schingen, Ziegler & Nguyen, 2014
- Cyrtodactylus thylacodactylus Murdoch, Grismer, Wood, Neang, Poyarkov, Tri, Nazarov, Aowphol, Pauwels, Nguyen & Grismer, 2019
- Cyrtodactylus tibetanus (Boulenger, 1905)
- Cyrtodactylus tigroides Bauer, Sumontha & Pauwels, 2003
- Cyrtodactylus timur Grismer, Wood, Anuar, Quah, Muin, Mohamed, Onn, Sumarli, Loredo & Heinz, 2014
- Cyrtodactylus tiomanensis Das & Lim, 2000
- Cyrtodactylus triedrus (Günther, 1864)
- Cyrtodactylus trilatofasciatus Grismer, Wood, Quah, Anuar, Muin, Sumontha, Ahmad, Bauer, Wangkulangkul, Grismer & Pauwels, 2012
- Cyrtodactylus tripartitus Kraus, 2008
- Cyrtodactylus tripuraensis Agarwal, Mahony, Giri, Chaitanya & Bauer, 2018
- Cyrtodactylus tuberculatus (Lucas & Frost, 1900)
- Cyrtodactylus urbanus Purkayastha, Das, Bohra, Bauer & Agarwal, 2020
- Cyrtodactylus uthaiensis Grismer, Aowphol, Yodthong, Ampai, Termprayoon, Aksornneam & Rujirawan, 2022
- Cyrtodactylus vairengtensis Lalremsanga, Colney, Vabeiryureilai, Malsawmdawngliana, Bohra, Biakzuala, Muansanga, Das & Purkayastha, 2023
- Cyrtodactylus varadgirii Agarwal, Mirza, Pal, Maddock, Mishra & Bauer, 2016
- Cyrtodactylus variegatus (Blyth, 1859)
- Cyrtodactylus vedda Amarasinghe, Karunarathna, Campbell, Gayan, Ranasinghe, De Silva & Mirza, 2022
- Cyrtodactylus vilaphongi Schneider, Nguyen, Duc Le, Nophaseud, Bonkowski & Ziegler, 2014
- Cyrtodactylus wakeorum Bauer, 2003
- Cyrtodactylus wallacei Hayden, Brown, Gillespie, Setiadi, Linkem, Iskandar, Umilaela, Bickford, Riyanto, Mumpuni & Mcguire, 2008
- Cyrtodactylus wangkhramensis Termprayoon, Rujirawan, Grismer, Wood & Aowphol, 2023
- Cyrtodactylus wangkulangkulae Sumontha, Pauwels, Suwannakarn, Nutatheera & Sodob, 2014
- Cyrtodactylus wayakonei Nguyen, Kingsada, Rösler, Auer & Ziegler, 2010
- Cyrtodactylus welpyanensis Grismer, Wood, Thura, Zin, Quah, Murdoch, Grismer, Lin, Kyaw & Lwin, 2017
- Cyrtodactylus wetariensis (Dunn, 1927)
- Cyrtodactylus wiboonatthapoli Sumontha, Panitvong, Kunya, Donbundit, Suthanthangjai, Suthanthangjai, Phanamphon & Pauwels, 2024
- Cyrtodactylus yakhuna (Deraniyagala, 1945)
- Cyrtodactylus yangbayensis Ngo Van Tri & Onn, 2010
- Cyrtodactylus yathepyanensis Grismer, Wood, Thura, Zin, Quah, Murdoch, Grismer, Lin, Kyaw & Lwin, 2017
- Cyrtodactylus yoshii Hikida, 1990
- Cyrtodactylus ywanganensis Grismer, Wood, Thura, Quah, M Grismer, Murdoch, Espinoza & Lin, 2018
- Cyrtodactylus zebraicus Taylor, 1962
- Cyrtodactylus zhaoermii Shi & Zhao, 2010
- Cyrtodactylus zhenkangensis Liu & Rao, 2021
- Cyrtodactylus ziegleri Nazarov, Orlov, Nguyen & Ho, 2008
- Cyrtodactylus zugi Oliver, Tjaturadi, Mumpuni, Krey & Richards, 2008